# Moto Harada
Mototsugu "Moto" Harada (en japonais : 原田資嗣), né en 1957 à Shimonoseki, est un pianiste de concert et compositeur japonais.

## Biographie
Moto Harada joue du piano depuis l´âge de trois ans. Il a d´abord fait des études de musique et de pédagogie de la musique à l´Université des arts de Tokio (Tokyo Geijutsu Daigaku). En 1980, il poursuit ses études auprès de Hermann Schwertmann au Conservatoire de musique et des arts vivants de Vienne. À partir de 1982, il étudie auprès de Jacob Lateiner, professeur à la Juilliard School de New York. En 1983, une invitation du gouvernement polonais lui permet de rejoindre pour deux années d´études le Conservatoire Frédéric Chopin auprès de Regina Smendzianka. À cette époque, il donne de nombreux concerts et se produit à la radio et à la télévision. Une bourse du Rotary Club lui sert ensuite à poursuivre sa formation au Conservatoire de musique, théâtre et médias de Hanovre, où il se produit avec succès lors de son concert de fin d´études dans la classe de Karl-Heinz Kämmerling. Depuis 1988 Moto Harada enseigne le piano à l´Université de Hildesheim. Il intervient fréquemment en tant que professeur invité dans diverses universités chinoises.

### Concerts
Moto Harada intervient non seulement dans l´enseignement du piano, mais se produit également en concert, essentiellement avec des œuvres du répertoire classique et romantique (Beethoven, Mozart, Chopin, etc.). Il a aussi interprété toute une palette d´œuvres musicales virtuoses (Ravel, Debussy, Gershwin et autres). Il se consacre activement à la Musique Nouvelle et a joué les premières de pièces de Witold Szalonek, Gyu-Bong Yi et autres compositeurs. Ses tournées de concerts l´ont conduit dans de nombreux pays d´Europe et d´autres continents. Depuis l´an 2000, il est l´invité attitré du festival de musique de Seelze, près de Hanovre.

## Œuvres
Dans ses compositions Moto Harada allie des réminiscences des traditions musicales européennes et extrême-orientales à des éléments innovants de la Musique nouvelle. Beaucoup de ses pièces sont de caractère thématique, évoquent une atmosphère spécifique ou développent un thème par des moyens d´expression programmatiques. Ceci permet au public d´accéder à l´œuvre par l´émotion et d´entrer en contact direct avec ces nouvelles formes d´expression musicale. Ses compositions comprennent en particulier des pièces pour piano solo de différents niveaux de difficulté, mais aussi de la musique de chambre et des pièces vocales. Le 6 novembre 2016 a eu lieu en l'Église Saint-Michel de Hildesheim la représentation de son concerto pour piano.
Les compositions de Moto Harada ont paru aux Éditions Olms Weidmann, qui publient entre autres un recueil de pièces pour piano pour débutants sous le titre Album der Insel Spiekeroog (Album de l´île de Spiekeroog) :
- Tiere aus Galapagos / Animals from Galapagos : 9 compositions pour piano[3]
- Morgensonnenlicht. Vier Haiku-Lieder für Sopran und Klavier (Lumière du matin. Quatre haikus pour soprano et piano) : avec des textes de Martin Schreiner[4]
- Bilder von Vincent van Gogh / Pictures by Vincent van Gogh : 4 compositions pour piano[5]
- Zwölf Traumgeschichten für Klavier / Twelve Dream Stories for Piano : illustré par Moritz Götze[6],[7].